# Suzorowo
Suzorowo (ros. Сузорово) – wieś w Rosji, w rejonie czerepowieckim obwodu wołogodzkiego. W 2010 r. liczyła 2 mieszkańców.